# اس‌اس آلکانتارا (۱۹۱۳)
اس‌اس آلکانتارا (۱۹۱۳) (به انگلیسی: SS Alcantara (1913)) یک کشتی بود. این کشتی در سال ۱۹۱۳ ساخته شد.